# Ислам в Папуа — Новой Гвинее
Ислам в Папуа — Новой Гвинее — одна из государственных религий страны.

## История
С XVI века народ острова Новая Гвинея начал торговать с Китаем и Шривиджая. В это время на острове стал распространяться ислам. В 1988 году мусульмане в Папуа — Новой Гвинее создали первый исламский центр в стране, при помощи Малайзии и Саудовской Аравии. В 1996 году ещё три исламских центра были созданы с помощью Всемирной исламской лиги. Первая мечеть была построена в Порт-Морсби, она способна принять 1500 верующих.

## Ислам в современной Папуа — Новой Гвинее
По данным госдепартамента США, в Папуа — Новой Гвинее проживает 2000 мусульман. По данным независимой прессы в стране живёт около 4000 мусульман, многие из которых приняли ислам в последние годы. Ислам в Папуа — Новой Гвинее — одна из самых быстрорастущих религий, которая распространяется по всей территории государства. В Хайлендсе зафиксирован самый быстрый рост численности мусульманской общины.